# Станоевич, Марко (регбист)
Марко Питер Станоевич (итал. Marko Peter Stanojevic, родился 1 октября 1979 в Бирмингеме) — итальянский регбист британско-сербского происхождения, игравший на позиции трёхчетвертного (вингера).

## Биография

### Семья
Уроженец британского Бирмингема. Мать — итальянка, отец — серб.

### Клубная карьера
Занимался регби в школе, выступал за молодёжную команду «Бристоля». Окончил Университет Западной Англии по специальности «информационные системы». По окончании университета перешёл в «Ковентри», но сыграл там только одну игру. С переездом в Италию стал чаще играть в основных составах, провёл один сезон в «Коллеферро». С 2003 по 2007 годы играл в основном составе «Бристоля». Позднее выступал в Италии за «Кальвизано», «Кавальери» и «Ровиго». В сезоне 2007/2008 выиграл чемпионат Италии в составе «Кальвизано». Карьеру завершил после сезона 2010/2011.

### В сборной
Гражданство Италии он получил в 2002 году и был вызван в сборную по регби-7. Полноценный дебют в сборной состоялся в 2006 году в матче против Португалии. Он сыграл на чемпионате мира 2007 года. Всего провёл 7 игр, набрал 45 очков.